# Marieholm (Skåne)
Marieholm is een plaats in de gemeente Eslöv in Skåne, de zuidelijkste provincie van Zweden. De plaats heeft 1578 inwoners (2005) en een oppervlakte van 125 hectare.

## Verkeer en vervoer
Bij de plaats lopen de Riksväg 17 en Länsväg 108.